# Providence (Rhode Island)
Providence és la capital i la ciutat més gran de l'estat de Rhode Island, als Estats Units. Ubicada al comtat de Providence, és la segona ciutat més gran de Nova Anglaterra.

## Història

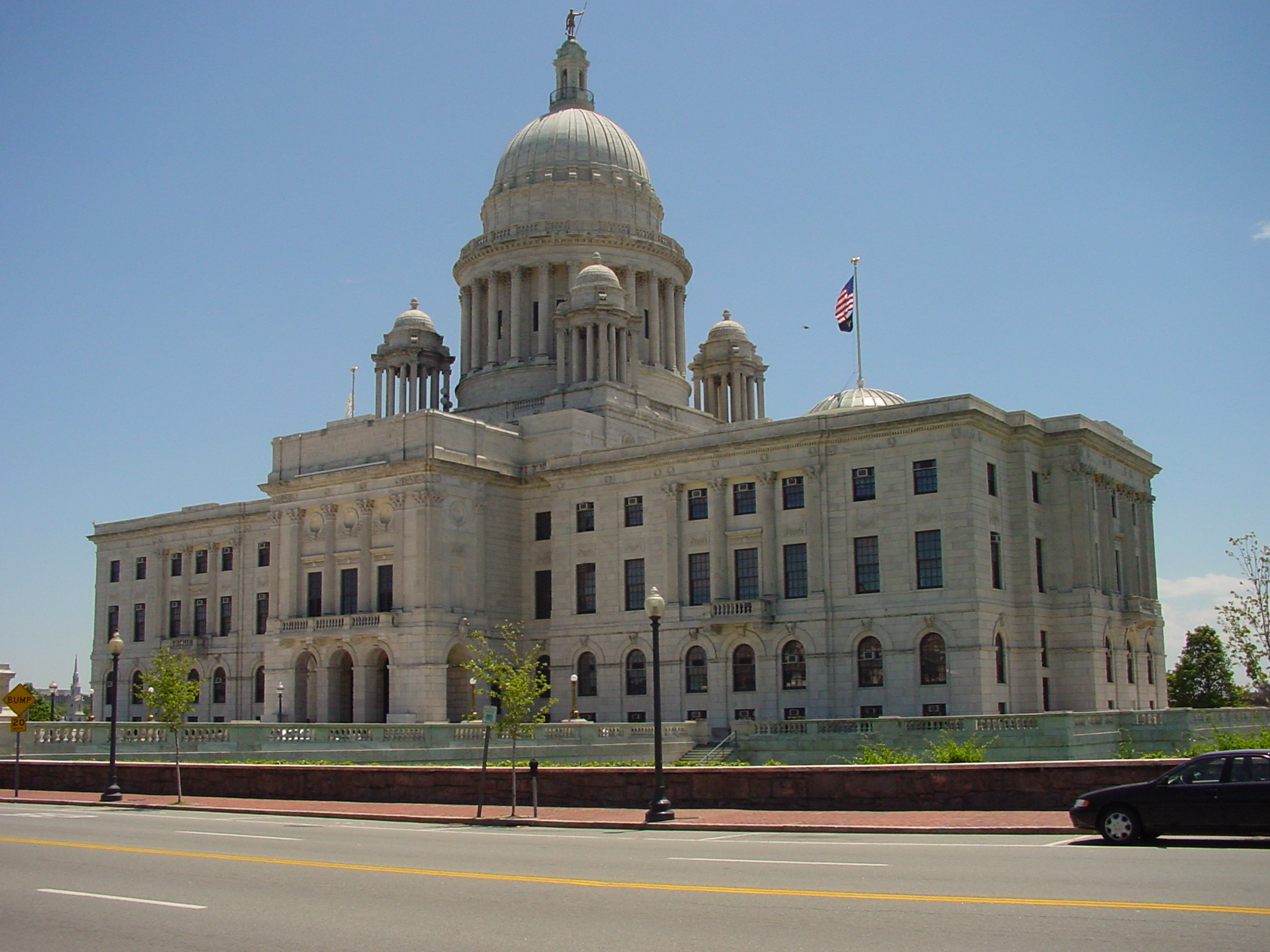
Seu del govern estatal de Rhode Island, a Providence

És una de les ciutats més antigues del país: va ser fundada el 1636 per Roger Williams, un líder purità que va ser expulsat de la colònia de la badia de Massachusetts després d'advocar per una separació formal amb l'Església d'Anglaterra,, en un territori que estava sota el domini dels indis Narragansett, i amb un nom de clares connotacions religioses, Providence, com a refugi per als dissidents religiosos perseguits, la Colònia de Rhode Island i Plantations de Providence.
Part de Providence es cremà durant la Guerra del Rei Philip, un conflicte entre els colons anglesos i els amerindis, entre els anys 1675 i 1676. Durant el quart de segle següent, la ciutat va créixer lentament (1.446 habitants el 1708), però el 1730 ja en tenia 3.916. En aquesta època, Providence esdevingué una ciutat de pesca i comerç marítim. Després de la Guerra d'Independència dels Estats Units, l'economia va passar a basar-se en la manufactura.
Providence fou establerta oficialment com a ciutat el 1831, i designada com una de les capitals de Rhode Island (conjuntament amb Newport) el 1854, i esdevingué la capital exclusiva de l'estat el 1900.

## Educació

### Universitats
- Universitat de Brown, que forma part de la Ivy League.
- Johnson & Wales University
- Providence College
- Rhode Island College
- Escola de Disseny de Rhode Island
- Universitat de Rhode Island

### Personatges il·lustres
- H. P. Lovecraft (1890-1937), escriptor
- Chuck Palumbo (1971-), lluitador de lluita lliure professional

## Ciutats agermanades
- Phnom Penh, Cambotja
- Florència, Itàlia
- Riga, Letònia
- Santo Domingo, República Dominicana